# Äktenskapstvång
Äktenskapstvång är tvångsäktenskap som utgör brott enligt svensk rätt. 
I brottsbalken 4 kap. 4 c § står det:
| ” | Den som genom olaga tvång eller utnyttjande av utsatt belägenhet förmår en person att ingå ett äktenskap som är giltigt i den stat där det ingås, i den stat enligt vars lag det ingås eller i en stat i vilken minst en av makarna är medborgare eller har hemvist döms för äktenskapstvång till fängelse i högst fyra år. Detsamma gäller den som på sätt som anges i första stycket förmår någon att ingå en äktenskapsliknande förbindelse, om den ingås enligt regler som gäller inom en grupp och som 1. innebär att parterna betraktas som makar och anses ha rättigheter eller skyldigheter i förhållande till varandra, och 2. innefattar frågan om upplösning av förbindelsen. | „ |

## Bakgrund
Brottet äktenskapstvång är nytt. Kriminaliseringen gjordes 2014 när Sverige ville godkänna Europarådets konvention om våld mot kvinnor. Brottet består kort sagt i att någon genom olaga tvång eller utnyttjande av utsatt belägenhet förmår en person att gifta sig eller ingå en äktenskapsliknande förbindelse. Också förberedande gärningar kriminaliseras genom att försök och förberedelse till äktenskapstvång blir straffbart. Samtidigt infördes bestämmelsen om brottet vilseledande till tvångsäktenskapsresa i brottsbalken 4 kap. 4 d §. 